# Bodrio
I bodri sono stagni di rotta che si formano in prossimità degli argini principali del Po nel corso delle piene fluviali. Sono forme omologhe ai sinkhole ponds. 

## Caratteristiche
Alla base della loro origine vi sono episodi di escavazione originati dalla tracimazione o sfondamento delle acque di piena, che erodendo le sabbie e ghiaie fluviali formano depressioni della profondità di qualche metro. Al termine della piena questi stagni permangono, essendo alimentati dalle acque di falda. 
Si originano in questo modo degli specchi d'acqua sub-circolari, noti anche come gorghi o laghetti di rotta, che possono avere un diametro di 30-100 m e essere profondi fino a un massimo di una dozzina di metri. La presenza di elevate percentuali di sabbia nel substrato favorisce la formazione dei bodri, come pure di fontanazzi, che possono costituire il punto di partenza di queste forme.
Lungo le aree golenali del Po esistono decine di bodri che si sono formati nel corso dei secoli, mentre quelli escavati nel corso delle piene recenti spesso vengono ricolmati. A partire da inizio '900 in provincia di Cremona si è registrato un calo di circa il 30% del numero di siti rispetto a quelli segnalati nelle carte storiche, i bodri attualmente accertati in questa provincia sono circa 60.

## Ambiente
In questi siti si possono trovare specie vegetali ormai rare nelle aree di pianura, a causa delle bonifiche estensive realizzate nel corso dei secoli. Insieme a questa flora è possibile rinvenire una fauna ricca e diversificata, e nei siti di maggior pregio possono essere istituite misure di protezione.
I bodri meglio conservati sono delimitati da vegetazione igrofila, tipica di ambienti con falda elevata, con alberi quali: pioppo nero, farnia, salice bianco. Tra le specie erbacee riparie interessanti ci sono la salcerella (Lythrum salicaria), l'iris giallo (Iris pseudacorus), insieme a specie di grande taglia come la canna di palude e la tifa.
Sullo specchio d'acqua la vegetazione galleggiante può essere sviluppata, con specie appariscenti come nannuferi e ninfee oppure
con fiori molto meno visibili come le brasche: (Potemogeton natans; P. lucens, P. crispus).
Molto frequenti le lenticchie d'acqua, al contrario dell'erba pesce (Salvinia natans), non molto comune.
La fauna è spesso rappresentata da molte specie di uccelli quali tuffetto, martin pescatore, gallinella d'acqua ed airone.
Tra gli uccelli nidificanti i più interessanti sono il cannareccione (Acrocephalus arundinaceus), la cannaiola e la cannaiola verdognola (Acrocephalus scirpaceus, e Acrocephalus palustris) ed il tarbusino (Ixobrychus minutus).
Sono presenti anche anfibi come il rospo comune (Bufo bufo), la rana verde (Pelophylax esculentus) la raganella (Hyla perrini) e la più rara rana di Lataste (Rana latastei), o rettili legati ad ambienti acquatici come la natrice dal collare (Natrix natrix).